# Isotopi del litio
In natura il litio (Li) (massa atomica standard: 6.941(2) u) è composto da due isotopi (Litio-6 e Litio-7). Entrambi gli isotopi naturali hanno una energia di legame nucleare stranamente bassa rispetto a quella degli elementi adiacenti, l'elio più leggero e il berillio più pesante. Questo significa che il litio è l'unico tra gli elementi stabili leggeri che può portare a un guadagno di energia tramite la fissione nucleare. Sette radioisotopi sono stati osservati: il più stabile è il Litio-8 con una emivita di 838 ms seguito dal Litio-9 con una emivita di 178,3 ms. Tutti i restanti isotopi radioattivi hanno una emivita inferiore agli 8,6 ms.

## Isotopi

### Litio-4
Il litio-4 contiene 3 protoni e un neutrone. Si tratta dell'isotopo del litio con la vita più breve. Decade perdendo un protone diventando Elio-3.

### Litio-5

#### Descrizione Generale
Il litio-5 è un isotopo radioattivo del litio, caratterizzato da un numero di massa di 5. Questo significa che un nucleo di litio-5 è composto da 3 protoni e 2 neutroni. A differenza dei suoi isotopi più stabili, come il litio-6 e il litio-7, il litio-5 è estremamente instabile e non esiste naturalmente.

#### Stabilità e Decadimento
Il litio-5 ha una vita media estremamente breve, dell'ordine di femtosecondi (10^-15 secondi). A causa della sua instabilità, decade rapidamente in altre particelle subatomiche. I principali processi di decadimento includono:
- Scissione in particelle alfa: Il nucleo si divide in una particella alfa (composta da 2 protoni e 2 neutroni) e un protone libero.
- Decadimento via emissione di neutroni o protoni: Può rilasciare neutroni o protoni, trasformandosi in isotopi più stabili.

#### Produzione
Il litio-5 non si trova in natura ed è prodotto esclusivamente in condizioni di laboratorio attraverso reazioni nucleari ad alta energia. Alcuni metodi di produzione includono:
- Irradiazione di litio-4 con neutroni o protoni: Utilizzando acceleratori di particelle per bombardare nuclei di litio-4.
- Reazioni di fusione nucleare: In esperimenti di fisica nucleare che coinvolgono la fusione di nuclei leggeri.

#### Importanza nella Ricerca
Nonostante la sua brevissima esistenza, lo studio del litio-5 è importante per:
- Comprendere la struttura nucleare: Aiuta a esplorare le forze che tengono insieme protoni e neutroni nei nuclei.
- Sviluppare modelli nucleari: Migliora la comprensione delle interazioni nucleari e contribuisce alla teoria dei modelli nucleari.
- Applicazioni nella fisica fondamentale: Fornisce dati sperimentali cruciali per testare e affinare le teorie della fisica nucleare.

#### Applicazioni
Attualmente, il litio-5 non ha applicazioni pratiche a causa della sua estrema instabilità e della difficoltà di produzione. Tuttavia, la ricerca sugli isotopi instabili come il litio-5 può avere implicazioni a lungo termine in vari campi scientifici:
- Fisica nucleare: Migliora la conoscenza delle reazioni nucleari e della fisica dei nuclei.
- Astrofisica: Aiuta a comprendere i processi nucleari che avvengono nelle stelle e nei fenomeni cosmici.
- Tecnologie avanzate: Potrebbe contribuire allo sviluppo di nuove tecnologie basate sulle proprietà dei nuclei instabili.

### Conclusione
Il litio-5 è un isotopo teoricamente interessante ma praticamente irrealizzabile a causa della sua estrema instabilità. La maggior parte delle ricerche sul litio si concentra invece sui suoi isotopi più stabili, come il litio-6 e il litio-7, che hanno numerose applicazioni industriali e scientifiche, inclusi utilizzi nelle batterie, nella medicina e nella fisica delle particelle.

### Litio-6
Il litio-6 è considerato un materiale base per la produzione di trizio e come un recettore di neutroni durante la fusione nucleare. Il litio in natura contiene all'incirca il 7,5% di litio-6. Grandi quantità di litio-6 furono separate per usarle nelle armi nucleari.

### Litio-7
Il litio-7 è uno degli isotopi stabili del litio, con tre protoni e quattro neutroni nel suo nucleo. Con una massa atomica di 7.016 u, rappresenta circa il 92,5% di tutto il litio naturale sulla Terra. Questa abbondanza naturale lo rende facilmente accessibile e sfruttabile per una serie di applicazioni tecnologiche e scientifiche. Ma non è solo la sua abbondanza a renderlo speciale; il litio-7 ha delle proprietà che lo distinguono in maniera significativa dagli altri isotopi.

### Applicazioni del Litio-7

#### 1. Batterie agli Ioni di Litio
Le batterie agli ioni di litio, presenti nei dispositivi portatili e nei veicoli elettrici, devono gran parte della loro efficienza al litio-7. Questo isotopo garantisce:
- Stabilità chimica: Grazie alla sua struttura nucleare, è meno soggetto a reazioni indesiderate, il che significa batterie più sicure e durature.
- Alta densità energetica: Piccolo ma potente, il litio-7 permette di immagazzinare grandi quantità di energia in dispositivi compatti, spingendo i limiti dell'innovazione tecnologica.

Il suo utilizzo non si ferma ai semplici dispositivi portatili. Il litio-7 è anche uno dei componenti chiave per le batterie dei veicoli elettrici, che stanno trasformando il settore automobilistico e riducendo le emissioni di carbonio a livello globale.

#### 2. Fusione Nucleare
L'energia da fusione nucleare è spesso vista come la soluzione energetica definitiva: inesauribile e pulita. E qui entra in gioco il litio-7. Nella ricerca per creare centrali a fusione funzionanti, il litio-7 gioca un ruolo cruciale nella protezione e nella gestione del processo. In particolare:
- Produzione di trizio: Il litio-7 può reagire con neutroni ad alta energia prodotti durante la fusione per formare trizio, un combustibile essenziale per la reazione di fusione.
- Assorbimento dei neutroni: Il litio-7 è in grado di "catturare" neutroni prodotti nel processo di fusione, riducendo i rischi di danneggiare i materiali del reattore.

Questo lo rende un elemento fondamentale per i reattori a fusione sperimentali, come il progetto ITER in Europa, che spera di dimostrare la fattibilità della fusione come fonte energetica.

#### 3. Medicina Nucleare
Il litio-7 viene utilizzato anche in campo medico, specialmente nella protezione dei reattori nucleari utilizzati per la produzione di isotopi medici. Questi isotopi vengono impiegati in terapie per trattare malattie come il cancro. Il litio-7 è utilizzato per moderare le reazioni nei reattori e garantire che i processi siano sicuri e controllati.

### Il Litio-7 nella Storia dell’Universo
Il litio-7 è una reliquia cosmica. Dopo il Big Bang, quando si formarono i primi elementi dell’universo, il litio-7 è stato uno dei pochissimi elementi prodotti insieme a idrogeno ed elio. Questo isotopo offre agli scienziati un’eccezionale opportunità di studiare l’evoluzione dell'universo, poiché la sua quantità osservata nelle stelle e nelle galassie permette di confrontare i modelli teorici con le osservazioni astronomiche. Le discrepanze tra la quantità teorica e quella osservata di litio-7 restano una delle grandi domande aperte nella cosmologia moderna.

### Problemi e Sfide Legati al Litio-7
Nonostante i suoi benefici, l'estrazione del litio-7 e la sua produzione comportano alcune problematiche:
- Impatto Ambientale: L'estrazione del litio, principalmente dai sali in depositi naturali, richiede grandi quantità di acqua e può danneggiare gli ecosistemi locali, soprattutto nelle regioni aride dove si trovano molte riserve di litio.
- Scarso Riciclo: Le attuali tecniche di riciclo delle batterie agli ioni di litio non sono ancora efficienti per recuperare grandi quantità di litio-7, creando un rischio di esaurimento delle risorse nel lungo termine.

### Il Futuro del Litio-7: Un Viaggio verso l’Energia Sostenibile
Il litio-7 si trova al centro di innovazioni critiche che potrebbero plasmare il futuro del pianeta. Con l’aumento della domanda di veicoli elettrici, sistemi di accumulo di energia e i progressi nella fusione nucleare, questo isotopo è destinato a svolgere un ruolo chiave nella transizione verso un'economia a basse emissioni di carbonio.
Ma, come per ogni risorsa cruciale, è essenziale trovare il giusto equilibrio tra estrazione, utilizzo e conservazione per garantire che il litio-7 possa continuare a essere una forza positiva per il progresso umano, senza compromettere l'ambiente.
In conclusione, il litio-7 è un piccolo gigante che sta plasmando il futuro delle tecnologie energetiche, nucleari e mediche. Da elemento cosmico a risorsa strategica, il suo impatto è destinato a crescere sempre più nei decenni a venire.
Il Litio-7 è uno tra gli elementi primordiali o, più propriamente, uno tra gli isotopi primordiali, prodotto durante nucleosintesi del Big Bang. Inoltre una piccola quantità di Litio-6 è prodotta anche nelle stelle.
Il litio-7 viene usato come costituente del fluoruro di litio per i reattori nucleari a sali fusi. Ovviamente la grande sezione d'urto per l'assorbimento dei neutroni del litio-6 (941 barn) rispetto a quella del litio-7 (0.045 barn) rende necessaria la separazione degli isotopi del litio per l'uso nei reattori a fluoruro.
L'idrossido di litio-7 è usato per rendere alcalino il liquido di raffreddamento nei reattori nucleari ad acqua pressurizzata.

## Tabella degli isotopi
| simbolo | Z | N | massa isotopica (u) | spin nucleare | emivita         | DM     | DP  | NA     | variazione massima NA |
| ------- | - | - | ------------------- | ------------- | --------------- | ------ | --- | ------ | --------------------- |
| 4Li     | 3 | 1 | 4,02719(23)         | -2            | 91(9)·10−24 s   |        |     | -      |                       |
| 5Li     | 3 | 2 | 5.01254(5)          | -3/2          | 370(30)·10−24 s |        |     | -      |                       |
| 6Li     | 3 | 3 | 6.015122795(16)     | -1            | stabile         | -      | -   | 7,59%  | 7,225% ÷ 7,714%       |
| 7Li     | 3 | 4 | 7.01600455          | -3/2          | stabile         | -      | -   | 92,41% | 92,275% ÷ 92,786%     |
| 8Li     | 3 | 5 | 8.02248736(10)      | +2            | 840.3(9)ms      | β−, 2α | 8Be | -      |                       |
| 9Li     | 3 | 6 | 9.0267895(21)       | -3/2          | 178.3(4)ms      |        |     | -      |                       |
| 10Li    | 3 | 7 | 10.035481(16)       | (-1,-2)       | 2.0(5)·10−21s   |        |     | -      |                       |
| 11Li    | 3 | 8 | 11.043798(21)       | -3/2          | 8.75(14)ms      |        |     | -      |                       |
| 12Li    | 3 | 9 | 12.05378(107)       |               | <10ns           |        |     | -      |                       |